# Mont Tsurugi (Tokushima)
Pour les articles homonymes, voir Tsurugi (homonymie).
Le mont Tsurugi (剣山, Tsurugi-san), nom qui signifie « épée », est une des 100 montagnes célèbres du Japon. Cette montagne de 1 955 m d'altitude se trouve à la limite de Miyoshi, Mima et Naka dans la préfecture de Tokushima au Japon.

## Climat
| Mois                                             | jan.       | fév.       | mars       | avril      | mai       | juin      | jui.      | août      | sep.      | oct.      | nov.       | déc.       | année      |
| ------------------------------------------------ | ---------- | ---------- | ---------- | ---------- | --------- | --------- | --------- | --------- | --------- | --------- | ---------- | ---------- | ---------- |
| Température minimale moyenne (°C)                | −10,3      | −9,9       | −6,9       | −0,3       | 4,3       | 8,6       | 12,9      | 13,2      | 9,6       | 3,3       | −1,9       | −7,3       | 1,3        |
| Température moyenne (°C)                         | −7,3       | −6,6       | −3,3       | 3,3        | 7,7       | 11,3      | 15,1      | 15,3      | 12,1      | 6,3       | 1,3        | −4,3       | 4,2        |
| Température maximale moyenne (°C)                | −4,1       | −3,1       | 0,5        | 7,1        | 11,4      | 14,4      | 17,9      | 18,2      | 15,2      | 9,8       | 5          | −0,8       | 7,6        |
| Record de froid (°C) date du record              | −19,2 1997 | −23,5 1981 | −19,1 1977 | −16,9 1946 | −7 1987   | −0,7 1981 | 4,3 1945  | 5,8 1981  | −1,2 1965 | −7,6 1997 | −13,5 1970 | −18,1 1976 | −23,5 1981 |
| Record de chaleur (°C) date du record            | 8,1 1969   | 10,7 1996  | 13,9 1998  | 19,9 1998  | 20,8 1993 | 22,8 1990 | 26,6 1951 | 24,8 1953 | 22,7 1966 | 19,1 1980 | 16 2000    | 12,6 1993  | 26,6 1951  |
| Ensoleillement (h)                               | 112,1      | 110,7      | 145,7      | 157,6      | 168,7     | 112,3     | 110,5     | 113,8     | 99        | 128,5     | 123,5      | 122,6      | 1 505      |
| Précipitations (mm)                              | 126,4      | 146,9      | 207,6      | 210,9      | 277,7     | 463,3     | 435       | 517       | 533,1     | 223,7     | 153        | 90,8       | 3 385,4    |
| dont neige (cm)                                  | 87         | 89         | 72         | 17         | 0         | 0         | 0         | 0         | 0         | 1         | 11         | 48         | 325        |
| Nombre de jours avec précipitations              | 16,9       | 15,1       | 16,6       | 13,1       | 12,7      | 15,6      | 16,3      | 15,5      | 15,6      | 11,8      | 10,1       | 13,1       | 172,2      |
| dont nombre de jours avec précipitations ≥ 10 mm | 4,5        | 4,1        | 7,4        | 6,1        | 7,4       | 9,4       | 8,5       | 8,2       | 7,8       | 5,3       | 3,4        | 2,9        | 75         |
| Humidité relative (%)                            | 81         | 81         | 80         | 76         | 75        | 85        | 90        | 91        | 89        | 80        | 76         | 78         | 82         |
| Nombre de jours avec neige                       | 9          | 8,6        | 6,6        | 1,3        | 0         | 0         | 0         | 0         | 0         | 0,2       | 1,5        | 5,5        | 32,7       |

| Diagramme climatique                                  |               |              |              |              |              |             |             |              |             |          |              |
| J                                                     | F             | M            | A            | M            | J            | J           | A           | S            | O           | N        | D            |
| −4,1−10,3126,4                                        | −3,1−9,9146,9 | 0,5−6,9207,6 | 7,1−0,3210,9 | 11,44,3277,7 | 14,48,6463,3 | 17,912,9435 | 18,213,2517 | 15,29,6533,1 | 9,83,3223,7 | 5−1,9153 | −0,8−7,390,8 |
| Moyennes : • Temp. maxi et mini °C • Précipitation mm |               |              |              |              |              |             |             |              |             |          |              |